# Setantops perflavescens
Setantops perflavescens är en stekelart som beskrevs av Heinrich 1968. Setantops perflavescens ingår i släktet Setantops och familjen brokparasitsteklar. Inga underarter finns listade i Catalogue of Life.